# Tommi Mäkinen (Leichtathlet)
Tommi Markku Mäkinen (* 8. Februar 2000 in Sipoo) ist ein finnischer Sprinter, der sich auf den 400-Meter-Lauf spezialisiert hat.

## Sportliche Laufbahn
Erste internationale Erfahrungen sammelte Tommi Mäkinen im Jahr 2018, als er bei den U20-Weltmeisterschaften in Tampere mit der finnischen 4-mal-100-Meter-Staffel mit 40,26 s im Vorlauf ausschied.
2020 wurde Mäkinen finnischer Meister im 400-Meter-Lauf im Freien sowie 2017 in der Halle.

## Persönliche Bestleistungen
- 400 Meter: 47,85 s, 14. August 2020 in Turku
  - 400 Meter (Halle): 50,25 s, 22. Februar 2020 in Helsinki